# 侠盗猎车手：三部曲
《侠盗猎车手：三部曲》（英語：Grand Theft Auto: The Trilogy）是侠盗猎车手系列第三代的三个主要游戏《侠盗猎车手III》（2001年）、《侠盗猎车手：罪恶都市》（2002年）和《侠盗猎车手：圣安地列斯》（2004年）的合辑。此合集在2005年首次发行。2021年，Rockstar宣布本作的高清复刻版《俠盜獵車手：三部曲 – 最終版》将在11月11日发售，登陆PlayStation 4，PlayStation 5，Xbox One，Xbox Series X/S，任天堂Switch和Windows上的Rockstar商店；此外该版本还将于2022年发售iOS和Android版本。同時原本的侠盗猎车手：三部曲於2021年10月在Steam、R星商店、PS商店等平台下架。
由于《圣安地列斯》的热咖啡模组可以通过修改游戏程序访问，因而《三部曲》还充当了因此而下架的《圣安地列斯》的修订包。